# Epipyrops malagassica
Epipyrops malagassica is een vlinder uit de familie Epipyropidae. De wetenschappelijke naam van deze soort is voor het eerst geldig gepubliceerd in 1928 door Jordan.
De soort komt voor in tropisch Afrika.